# ريكاردو فيلار
ريكاردو فيلار (بالإسبانية: Ricardo Villar)‏ (2 يناير 1989 في الأرجنتين - ) هو لاعب كرة قدم أرجنتيني في مركز الوسط. لعب مع نادي أودينيزي ونادي تريستينا ونادي تشيزينا ونادي كريمونيسي ونادي كومو وسان لويس دي كويلوتا وAltos Hornos Zapla ‏.